# Mallols d'Agustí
Els Mallols d'Agustí és una partida d'antigues vinyes, reconvertides en camps de conreu de secà, del terme municipal de Castell de Mur, dins de l'antic terme de Guàrdia de Tremp, al Pallars Jussà, en territori del poble de Cellers.
Estan situats uns 850 metres al nord-oest del poble de Cellers, a l'esquerra de la llau de la Grallera, al nord de les Collades, al sud-est de los Puiols i al sud-oest de les Solanes. Queda també a ponent de la Plana de Carrió. La Masia de Tató és just a llevant d'aquest lloc.
Els Mallols d'Agustí és una part de la partida de los Mallols.